# Love Don't Live Here Anymore (canción de Rose Royce)
«Love Don't Live Here Anymore» es una canción compuesta por Miles Gregory e interpretada por la banda estadounidense Rose Royce. Incluida en su tercer álbum de estudio Rose Royce III: Strikes Again! (1978), fue producida por el compositor y productor de Motown Norman Whitfield y el arreglista británico Paul Buckmaster. La compañía discográfica Whitfield Records la publicó como el segundo sencillo del disco el 11 de noviembre de 1978 en vinilo de 7"; su lado B fue «Do It, Do It». El tema se desarrolló como resultado del interés de Whitfield por trabajar con Buckmaster, y ambos solicitaron a Miles Gregory que compusiera una canción para ellos. En ese entonces, Gregory estaba bajo medicación por su problema con el abuso de drogas, por lo que esta situación, aunado a su salud física deteriorada, se convirtió en la principal inspiración de «Love Don't Live Here Anymore». Incorpora el uso de la caja de ritmos LinnDrum y fue una de las primeras canciones en utilizar con eficacia el sonido de la reverberación en dicho instrumento. Se grabó principalmente en la casa del contratista musical Gene Blanco, donde la vocalista de la banda, Gwen Dickey, estuvo presente en las sesiones.
En términos generales, recibió reseñas positivas de los críticos y periodistas musicales, quienes elogiaron la voz de Dickey; además, fue calificada como una de las mejores canciones de Rose Royce III: Strikes Again! por el sitio Allmusic y la mejor en la discografía de la banda por el periódico Post-Tribune. Desde el punto de vista comercial, obtuvo una recepción moderada: en los Estados Unidos, alcanzó el puesto número 32 en la lista Billboard Hot 100 y el 5 en Hot Black Singles. Logró un mejor recibimiento en Nueva Zelanda y el Reino Unido, donde llegó al segundo lugar, mientras que en Australia e Irlanda se ubicó en los diez mejores. Tras su lanzamiento, varios artistas versionaron «Love Don't Live Here Anymore», como el dúo Morrissey–Mullen, el cantante Jimmy Nail y la colaboración entre Faith Evans y Mary J. Blige, entre muchos otros. La más notable fue la versión realizada por Madonna, quien la grabó para su segundo álbum de estudio Like a Virgin (1984). Posteriormente, en 1996, figuró como una remezcla en su recopilatorio de baladas Something to Remember y se publicó el 19 de marzo de ese año como el segundo sencillo del disco en Norteamérica y el cuarto en Europa y Australia.

## Antecedentes y composición
El productor Norman Whitfield siempre quiso trabajar con el arreglista y compositor británico Paul Buckmaster; un día, Whitfield se contactó con él y lo invitó a trabajar en algunas grabaciones que había terminado. Luego de reunirse, decidieron ponerse en contacto con el compositor Miles Gregory con el fin de que utilizara una de sus canciones para la banda Rose Royce. Buckmaster notó que Gregory estaba bajo medicación por el uso excesivo de drogas, por lo que «estaba en considerable malestar, si no en absoluto dolor. No hizo un escándalo sobre su dolor, pero lo recuerdo sentado en el piano y estremeciéndose. Le dolía mucho sus codos, muñecas y nudillos. Se retorcía de dolor cuando se levantaba o se sentaba o subía las escaleras, por lo que esa cadera debe haberle dado un montón de problemas. [...] Estaba simplemente consintiéndose y escribiendo, hay que recordar que estaba sufriendo mucho». Sin embargo, ambos alentaron a Gregory que compusiera el tema y el resultado fue «Love Don't Live Here Anymore», inspirado por la situación de este y su salud física deteriorada.
«Love Don't Live Here Anymore» incorpora el uso de la caja de ritmos LinnDrum y fue una de las primeras canciones en utilizar con eficacia el sonido de la reverberación del instrumento. El mismo ya había sido utilizado con moderación en el anterior sencillo de la banda, «Do Your Dance», pero aquí su uso fue más espontáneo, a lo que Dave Thompson, autor del libro Funk, lo mencionó como si «prácticamente [fuese] un dúo con Dickey, creando uno de los sencillos más emblemáticos del año, y uno de los más reproducidos de la época». Por su parte, Kit O'Toole, de Blinded by Sound, señaló que el sonido pronto dominaría la música dance de fines de la década de 1970 y principios de 1980. La canción se grabó principalmente en la casa del contratista musical Gene Bianco; la vocalista de Roce Royce, Gwen Dickey, estuvo presente en las sesiones. Al respecto, Buckmaster recalcó: «Estaba en el lugar [de Gene] casi todos los días con Norman, y algunos días me abstenía de escribir o mezclar la música. Gene me dio las llaves de su apartamento y también me dejó usar el piano para grabar la canción. No quería trabajar en lo de Miles porque su piano estaba cayéndose a pedazos». La letra puede interpretarse como «la angustia de un amor condenado al fracaso» o el dolor de Gregory por su problema con las drogas, específicamente en las líneas In the windmills of my eyes / Everyone can see the loneliness inside of me —«En los molinos de mis ojos, todos pueden ver la soledad dentro de mí»—. O'Toole notó que palabras como vacancy y emptiness —«vacante» y «vacío»— indicaban la pérdida del amor, pero también connotaba la insensibilidad de Gregory que probablemente experimentó de su enfermedad.

## Recepción crítica
En términos generales, «Love Don't Live Here Anymore» recibió comentarios muy positivos de los críticos y periodistas musicales. Rickey Vincent, en su libro Funk: The Music, The People, and The Rhythm of The One, la llamó una «balada valiente de los setenta», y George Cole, autor de The Last Miles: The Music of Miles Davis, comentó que era «melancólica». Marc Taylor, en A Touch of Classic Soul 2: The Late 1970s, la nombró «atmosférica y temperamental» y elogió la interpretación de Dickey. De manera similar, Andrew Hamilton, en su reseña de Rose Royce III: Strikes Again! para Allmusic, la seleccionó, junto a «I'm in Love (and I Love the Feeling)», como una de las mejores pistas del álbum y dijo que era una «balada estupenda». John Alroy y David Bertrand, del sitio de críticas Wilson & Alroy's Record Reviews, la calificaron como «otra gran balada» de Rose Royce. Kenny Hill del San Diego Union-Tribune dijo que fue «una impresión perdurable de la brillantez de Rose Royce como grupo» y probó que la música disco, soul y R&B no estaba muerta. Bob Kostanczuk, de Post-Tribune, la eligió como la mejor canción de Rose Royce. Mario Tarradell, del Dallas Morning News, elogió la voz de Dickey y la letra, al considerarla «muy poética y desgarradora».
Charles Waring de Soul and Jazz and Funk comentó que aunque Rose Royce III: Strikes Again! no resultaba ser tan bueno como los anteriores discos de la banda, era sólido gracias a «Love Don't Live Here Anymore», que ofrecía una «increíble joya en su corona». Kit O'Toole, de Blinded by Sound, la encontró «romántica» y «conmovedora» y demostró que Rose Royce «era más que una banda de música disco pasajera». Además, calificó a la canción como «inolvidable [y] eterna», la composición de Gregory como «torturada y llena de angustia» y la interpretación de Dickey «delicada pero poderosa». Frederick Douglas, de The Baltimore Sun, también le dio una opinión favorable y declaró que «Rose Royce está a punto de ocupar su lugar en el panorama musical como el mejor grupo de soul». Por su parte, William James Mortimer, en su reseña para el periódico Deseret News, sintió que «Love Don't Live Here Anymore» fue un ejemplo perfecto de cómo el góspel y el soul pueden ser perfectos juntos, y felicitó la producción de Buckmaster. Sin embargo, un comentario menos positivo provino de Shannon Kingly, de Los Angeles Times, que expresó que era «un poco sobrevalorada» y que estaba «llena de gritos». Finalmente, O'Toole afirmó: «Mientras que otros artistas han rendido tributo a la balada, solo Rose Royce y la voz emotiva de Dickey capturan la calidad evocadora de la original».

## Recepción comercial
La compañía discográfica Whitfield Records publicó «Love Don't Live Here Anymore» como el segundo sencillo de Rose Royce III: Strikes Again! el 11 de noviembre de 1978 en vinilo de 7"; su lado B fue «Do It, Do It». Desde el punto de vista comercial, obtuvo una recepción moderada. En los Estados Unidos, ingresó en el puesto número 91 de la lista Billboard Hot 100 y, tras un lento ascenso, alcanzó el 32 el 3 de febrero de 1979. Consiguió mayor éxito en el conteo Hot Black Singles, donde llegó a la quinta posición y permaneció en total cuatro semanas. En Canadá, apareció por primera vez en el ranking de la revista RPM el 23 de diciembre de 1978, en el puesto 100; luego de nueve ediciones, logró su posición más alta en el 41 y estuvo en total doce semanas en la lista.
Por su parte, en Nueva Zelanda y Australia, logró un mejor recibimiento, debido a que llegó a la segunda y décima posición, respectivamente. Mientras tanto, en Europa su recepción fue más positiva. En el Reino Unido, debutó el 16 de septiembre de 1978 en el cuadragésimo sexto lugar del ranking oficial. Veintiún días después, ocupó el segundo puesto, por lo que se convirtió en el sencillo más exitoso de Rose Royce allí; se mantuvo un total de diez semanas. La British Phonographic Industry (BPI) lo certificó con un disco de oro por haber vendido más de 500 000 copias en el país. En los demás mercados europeos, se ubicó en los lugares 7, 11 y 18 en Irlanda, los Países Bajos y Bélgica, respectivamente.

## Versiones de otros artistas
Tras su publicación, varios artistas han versionado «Love Don't Live Here Anymore». La más notable es la de la cantante estadounidense Madonna, quien grabó una versión del tema para su segundo álbum de estudio, Like a Virgin (1984), producido por Nile Rodgers. Once años después, figuró como una remezcla en su recopilatorio de baladas Something to Remember y fue publicada el 19 de marzo de 1996 como el segundo sencillo del disco en Norteamérica y el cuarto en Europa y Australia. En general, los críticos le otorgaron críticas positivas y la mayoría elogiaron su voz. En las listas musicales, alcanzó el puesto 78 en la Billboard Hot 100 de los Estados Unidos y el 24 en Canadá. Se realizó un vídeo musical dirigido por Jean-Baptiste Mondino y filmado en la Confitería del Molino, ubicada en Buenos Aires, Argentina, durante los descansos del rodaje de Evita, protagonizada por Madonna.
El dúo de jazz y funk Morrissey–Mullen grabó una versión instrumental en los estudios Abbey Road de Londres en 1979, y fue la primera grabación digital creada por una banda no clásica. Se puso a la venta como el primero de la serie EMI Digital en una edición limitada de 12". En 1985, Jimmy Nail interpretó la canción para su primer álbum Take It Or Leave It y fue puesta a la venta como el primer sencillo en el Reino Unido; llegó al tercer puesto en la lista del Reino Unido. La versión del grupo australiano I'm Talking se lanzó en septiembre de ese mismo año, y los productores británicos de música dance Double Trouble crearon remezclas del tema que fueron publicadas en 1990. Faith Evans la grabó como un dúo con Mary J. Blige para su álbum debut Faith (1995); un editor de Vibe la llamó «poderosa» y «sorprendetemente dramática», y Omoronke Idowu, de la misma revista, la nombró «conmovedora». La banda de hip hop Geto Boys incluyó un sample de «Love Don't Live Here Anymore» en la pista «Geto Fantasy», incluido en su disco The Resurrection, de 1996.
Una versión reggae estuvo disponible en 1997 como parte del disco Greensleeves Reggae Sampler 16 y contó con las participaciones del deejay jamaiquino Bounty Killer y la cantante sueca Robyn. La rapera Gangsta Boo realizó un cover en un estilo crunk titulado «Love Don't Live (U Abandoned Me)», y figuró en su segundo material Both Worlds *69 (2001); Sonya Askew, de Vibe, le dio un comentario positivo y dijo que era muy bueno. El periódico The Sydney Morning Herald elogió la versión realizada por la cantante australiana Renée Geyer, y remarcó que estaba «sutilmente cargada de emoción». Otro comentario favorable provino de Kit O'Toole, de Blinded by Sound, quien denominó la versión de Joe Cocker como «enérgica». Una interpretación jazz instrumental se añadió al disco Love Stories de 2010, del saxofonista Kim Waters; Brian Soergel, de JazzTimes, apreció su desempeño y la definió como una «perfección suave». En 2011, el músico británico Seal incluyó su versión de la pista en su octavo álbum Soul 2, publicado en enero de 2012; Billboard señaló que era «más apasionada que superficial». Un cover del tema figuró en el mixtape Other Peoples Heartache, de la banda británica Bastille, lanzado en febrero de 2012. Por último, el rapero Wiz Khalifa le añadió un sample a su canción «Say So» (2015).

## Lista de canciones
| Sencillo de 7" |                                |          |  |
| N.º            | Título                         | Duración |  |
| 1.             | «Love Don't Live Here Anymore» | 3:56     |  |
| 2.             | «Do It, Do It»                 | 4:09     |  |

## Posicionamiento en listas y certificación
| País (Lista 1978-79)               | Mejor posición |
| ---------------------------------- | -------------- |
| Australia (Kent Music Report)      | 10             |
| Bélgica Flandes (Ultratop 50)      | 18             |
| Canadá (RPM 100 Singles)           | 41             |
| Estados Unidos (Billboard Hot 100) | 32             |
| Estados Unidos (Hot Black Singles) | 5              |
| Irlanda (IRMA)                     | 7              |
| Nueva Zelanda (Recorded Music NZ)  | 2              |
| Países Bajos (Single Top 100)      | 11             |
| Reino Unido (UK Singles Chart)     | 2              |

| País (organismo certificador) | Certificación | Ventas certificadas |
| ----------------------------- | ------------- | ------------------- |
| Reino Unido (BPI)             | Oro           | 500 000             |

## Créditos y personal
- Gwen Dickey: voz.
- Norman Whitfield: producción y guitarra acústica.
- Paul Buckmaster: producción, piano, bombo y LinnDrum.
- Miles Gregory: composición.
- Rose Royce: coros.

Créditos tomados de las notas del álbum.